# Uniwersytet Trnawski (1635)
Uniwersytet Trnawski (Universitas Tyrnaviensis) – uniwersytet działający w Trnawie od 1635 do 1777 roku. 
Uniwersytet został założony w Trnawie przez Jezuitów w 1635 roku pod nazwą Universitas Tyrnaviensis. Fundatorem Uniwersytetu był Péter Pázmány. Było to częścią jego planu umocnienia katolicyzmu w Królestwie Węgier i zwiększenia poziomu edukacji społeczeństwa. Początkowo na Uniwersytecie funkcjonowały dwa wydziały- filozoficzny i teologiczny. W 1667 roku dodano także wydział prawniczy. Pod koniec XVII wieku Uniwersytet stał się ważnym ośrodkiem edukacji, wywierającym wpływ na cały region Europy Środkowej. Na ten sukces wpływ miała działająca na jego terenie drukarnia. W 1769 roku, w związku z reformami Uniwersytetu przeprowadzonymi przez Marię Teresę utworzono wydział medyczny. Jego utworzenie miało pomóc w walce z często nawiedzającymi ówczesne tereny epidemiami. Na wydziale kształcono nie tylko lekarzy, ale także farmaceutów oraz położne.
Większość studentów i nauczycieli Uniwersytetu pochodziło z terenów odpowiadających dzisiejszym Węgrom, Słowacji, Chorwacji i Transylwanii.
Maria Teresa zdecydowała o przeniesieniu Uniwersytetu Trnawskiego do Budy w roku 1777. Przyczynami decyzji było niekorzystne położenie placówki (na skraju Monarchii) oraz brak szpitala, w którym mogliby kształcić się studenci wydziału medycznego. Do Budy przeniesiono bibliotekę, archiwum, wyposażenie katedr i obserwatorium astronomiczne. Jego działalność w Budapeszcie kontynuują obecnie Uniwersytet Loránda Eötvösa i Katolicki Uniwersytet Pétera Pázmánya.
Założenie Uniwersytetu Trnawskiego przyjmuje się jako zdarzenie wyznaczające początek baroku w literaturze słowackiej, a jego przeniesienie wyznacza koniec baroku słowackiego.
W 1992 roku w Trnawie powołano Uniwersytet Trnawski nazwą nawiązujący do historycznego Uniwersytetu i powołujący się na jego tradycje.